# Ловчица-Трубин
Ловчица-Трубин (слч. Lovčica-Trubín) насељено је мјесто са административним статусом сеоске општине (слч. obec) у округу Жјар на Хрону, у Банскобистричком крају, Словачка Република.

## Становништво
| Година:    | 1994. | 2004.   | 2014.   | 2024.   |
| ---------- | ----- | ------- | ------- | ------- |
| Број људи: | 1478  | 1497    | 1610    | 1567    |
| Разлика:   |       | +1,28 % | +7,54 % | -2,67 % |

| Година:    | 2023. | 2024.   |
| ---------- | ----- | ------- |
| Број људи: | 1571  | 1567    |
| Разлика:   |       | -0,25 % |

Према подацима о броју становника из 2011. године насеље је имало 1.564 становника.